# Edo (folk)
Edo, även bini eller benin, är en folkgrupp i södra Nigeria, runt Nigerfloden. Deras antal uppgår till omkring 3,7 miljoner (2003). Språket tillhör kwa-gruppen i Niger-Kongofamiljen.
Edos traditionella huvudnäring är jordbruk, med bland annat jams, majs och maniok. De håller också en del husdjur, särskilt getter. Folket bor i byar som kan ha flera tusen invånare, och den politiska organisationen är baserad kring dessa byar. Männen är indelade i tre ålderskategorier, och det är de äldsta männen som utgör byrådet. Den traditionella religionen, där förfädernas andar är viktiga, har fått konkurrens av kristendom och islam.
Edofolket, som på 1400-talet grundade kungadömet Benin, är bland annat känt för sina träskulpturer och sitt konsthantverk i brons.